# Trần Nguyên Hãn (phường)
Trần Nguyên Hãn là một phường thuộc quận Lê Chân, thành phố Hải Phòng, Việt Nam.

## Địa lý
Phường Trần Nguyên Hãn có vị trí địa lý:
- Phía đông giáp phường Hàng Kênh
- Phía tây giáp phường An Dương
- Phía nam giáp phường An Dương và phường Dư Hàng Kênh
- Phía bắc giáp phường An Biên.

Phường Trần Nguyên Hãn có diện tích 0,90 km², dân số năm 2023 là 44.142 người, mật độ dân số đạt 49.046 người/km².

## Lịch sử
Ngày 15 tháng 1 năm 1981, UBND TP. Hải Phòng ban hành Quyết định số 83/QĐ-UBND về việc:
- Thành lập phường Dư Hàng thuộc quận Lê Chân.
- Thành lập phường Hồ Nam thuộc quận Lê Chân.

Ngày 25 tháng 9 năm 1981, Hội đồng Bộ trưởng ban hành Quyết định số 89-HĐBT về việc thành lập phường Trần Nguyên Hãn trên cơ sở một phần của phường An Dương và một phần của phường Lam Sơn.
Ngày 20 tháng 7 năm 2022, HĐND TP. Hải Phòng ban hành Nghị quyết số 26/NQ-HĐND về việc:
1. Phường Trần Nguyên Hãn
- Sáp nhập tổ dân phố số 2 và tổ dân phố số 3 vào tổ dân phố số 1.
- Thành lập tổ dân phố số 2 trên cơ sở 3 tổ dân phố: số 4, số 5, số 6.
- Thành lập tổ dân phố số 3 trên cơ sở 3 tổ dân phố: số 7, số 8, số 9.
- Thành lập tổ dân phố số 4 trên cơ sở 3 tổ dân phố: số 10, số 11, số 12.
- Thành lập tổ dân phố số 5 trên cơ sở tổ dân phố số 13 và tổ dân phố số 14.
- Thành lập tổ dân phố số 6 trên cơ sở 3 tổ dân phố: số 15, số 16, số 17.
- Thành lập tổ dân phố số 7 trên cơ sở tổ dân phố số 18 và tổ dân phố số 19.
- Thành lập tổ dân phố số 8 trên cơ sở tổ dân phố số 20 và tổ dân phố số 21.

2. Phường Dư Hàng
- Thành lập tổ dân phố số 1 trên cơ sở 3 tổ dân phố: số 2, số 3, số 4.
- Thành lập tổ dân phố số 2 trên cơ sở 3 tổ dân phố: số 5, số 6, số 7.
- Thành lập tổ dân phố số 3 trên cơ sở 3 tổ dân phố: số 8, số 9, số 10.
- Thành lập tổ dân phố số 4 trên cơ sở 4 tổ dân phố: số 11, số 12, số 13, số 23.
- Thành lập tổ dân phố số 5 trên cơ sở 4 tổ dân phố: số 14, số 15, số 16, số 21.
- Thành lập tổ dân phố số 6 trên cơ sở 3 tổ dân phố: số 18, số 19, số 25.
- Thành lập tổ dân phố số 7 trên cơ sở 3 tổ dân phố: số 20, số 22, số 26.
- Thành lập tổ dân phố số 8 trên cơ sở 3 tổ dân phố: số 1, số 17, số 24.

3. Phường Hồ Nam
- Sáp nhập tổ dân phố số 2 và một phần của tổ dân phố số 3 vào tổ dân phố số 1.
- Thành lập tổ dân phố số 2 trên cơ sở 2 tổ dân phố: số 4, số 5 và một phần của tổ dân phố số 3.
- Thành lập tổ dân phố số 3 trên cơ sở tổ dân phố số 6 và tổ dân phố số 7.
- Thành lập tổ dân phố số 4 trên cơ sở 3 tổ dân phố: số 14, số 15, số 16.
- Thành lập tổ dân phố số 5 trên cơ sở 3 tổ dân phố: số 8, số 9, số 10.
- Thành lập tổ dân phố số 6 trên cơ sở 3 tổ dân phố: số 25, số 26, số 27.
- Thành lập tổ dân phố số 7 trên cơ sở 3 tổ dân phố: số 11, số 12, số 13.
- Thành lập tổ dân phố số 8 trên cơ sở 3 tổ dân phố: số 17, số 18, số 23.
- Thành lập tổ dân phố số 9 trên cơ sở 3 tổ dân phố: số 19, số 21, số 22.
- Thành lập tổ dân phố số 10 trên cơ sở tổ dân phố số 20 và tổ dân phố số 24.

Ngày 24 tháng 10 năm 2024, Ủy ban Thường vụ Quốc hội ban hành Nghị quyết số 1232/NQ-UBTVQH15 về việc sắp xếp đơn vị hành chính cấp huyện, cấp xã của thành phố Hải Phòng giai đoạn 2023 – 2025 (nghị quyết có hiệu lực từ ngày 1 tháng 1 năm 2025). Theo đó, sáp nhập toàn bộ 0,34 km² diện tích tự nhiên, quy mô dân số là 16.620 người của phường Hồ Nam và toàn bộ 0,27 km² diện tích tự nhiên, quy mô dân số là 13.812 người của phường Dư Hàng vào phường Trần Nguyên Hãn.
Phường Trần Nguyên Hãn có 0,90 km² diện tích tự nhiên và quy mô dân số là 44.142 người.